# Sega AM3
 (octobre 2019).
Si vous disposez d'ouvrages ou d'articles de référence ou si vous connaissez des sites web de qualité traitant du thème abordé ici, merci de compléter l'article en donnant les références utiles à sa vérifiabilité et en les liant à la section « Notes et références ».
Sega AM3, est une division du développeur japonais de jeux vidéo Sega. L'équipe de développement a produit plusieurs jeux d'arcade et jeux vidéo populaires, incluant Virtual On, NASCAR Arcade, Crazy Taxi, Astro Boy: Omega Factor, Virtua Tennis, et la série Initial D Arcade Stage.

## Histoire
En 2000, dans le cadre d'une restructuration de Sega, la branche est renommée Hitmaker. 
Sega Rosso, un autre studio de développement de Sega, anciennement connu sous le nom AM5, dont la majeure partie de son personnel est originaire de chez Namco, fusionne en 2003 avec Hitmaker.
Plus tard, le 1er juillet 2004 Hitmaker ainsi que les autres filiales de Sega, Amusement Vision, Wow Entertainment, Smilebit, Sega Rosso, Overworks et United Game Artists réintègrent Sega à la suite de la fusion entre Sega et Sammy de laquelle résulte la création d'une holding nommée Sega Sammy Holdings. Hitmaker reprend alors son ancien nom, Sega AM3.

## Jeux développés

### AM3
- Rail Chase — (1991) (Arcade)
- Jurassic Park — (1992) (Arcade)
- Star Wars Arcade — (1993) (Arcade)
- SegaSonic the Hedgehog — (1993) (Arcade)
- Dragon Ball Z: V.R.V.S. — (1994) (Arcade)
- Funky Head Boxers — (1995) (Arcade)
- Virtual On: Cyber Troopers — (1995) (Arcade)
- Gunblade New York — (1995) (Arcade)
- Manx TT Superbike — (1996) (Arcade)
- DecAthlete — (1996) (Arcade)
- Last Bronx - (1996) (Arcade)
- The Lost World: Jurassic Park - (1997) (Arcade)
- Top Skater — (1997) (Arcade)
- Winter Heat — (1997) (Arcade)
- Dirt Devils — (1998) (Arcade)
- Cyber Troopers Virtual-On Oratorio Tangram — (1998) (Arcade)
- Magical Truck Adventure — (1998) (Arcade)
- LA Machine Guns - (1998) (Arcade)
- Derby Owners Club - (2000) (Arcade)
- Virtua Tennis 3 — (2006) (Arcade)

### Hitmaker
- Crazy Taxi — (1999) (Arcade, Dreamcast)
- Touch de Uno — (1999) (Arcade)
- Toy Fighter — (1999) (Arcade)
- Derby Stallion — (1999) (Arcade)
- Jambo! Safari — (1999) (Arcade)
- Virtua Tennis — (1999) (Arcade)
- Touch de Uno 2 - (2000) (Arcade)
- Crackin' DJ — (2000) (Arcade)
- Virtua Athlete 2K — (2000) (Dreamcast)
- Confidential Mission — (2001) (Arcade, Dreamcast)
- Virtual-On Force — (2001) (Arcade)
- Virtua Tennis 2 — (2001) (Arcade)
- Airtrix — (2001) (Arcade)
- Crackin' DJ 2 — (2001) (Arcade)
- Virtua On 4orce — (2001) (Arcade)
- Segagaga — (2001) (Dreamcast)
- Crazy Taxi 2 — (2001) (Dreamcast)
- The Maze of the Kings — (2002) (Arcade)
- Derby Owners Club 2 — (2002) (Arcade)
- Crazy Taxi 3: High Roller — (2002) (Arcade, Xbox)
- Sega Sports Tennis — (2002) (PlayStation 2)
- World Club Championship Football — (2003) (Arcade)
- Avalon no Kagi — (2003) (Arcade)
- Virtual-On Marz — (2003) (PlayStation 2)
- Astro Boy: Omega Factor — (2003) (Game Boy Advance)
- Amazing Island — (2004) (GameCube)

### AM5
- Sega Rally Championship — (1995) (Arcade)
- Sega Touring Car Championship — (1996) (Arcade)
- Sega Rally 2 — (1998) (Arcade)
- Star Wars Trilogy: Arcade — (1999) (Arcade)
- Star Wars Racer Arcade — (2000) (Arcade)

### Sega Rosso
- Cardcaptor Sakura: Tomoyo no Video Taisakusen — (2000) (Dreamcast)
- Cosmic Smash — (2001) (Dreamcast)
- Initial D: Arcade Stage — (2001) (Arcade)
- Soul Surfer — (2002) (Arcade)
- Initial D: Arcade Stage 2 — (2003) (Arcade)
- Sega Rally Championship — (2003) (Game Boy Advance)
- Initial D: Special Stage — (2003) (PlayStation 2)
- Initial D: Version 3 — (2004) (Arcade)
- Initial D Arcade Stage 4 — (2006) (Arcade)